# Christian Backs
Christian Backs (* 26. August 1962 in Ost-Berlin) ist ein ehemaliger deutscher Fußballspieler und Fußballtrainer.

## Sportliche Laufbahn

### Club- und Vereinsstationen
Christian Backs spielte in der DDR-Oberliga für den BFC Dynamo. Nach seiner erfolgreichen Jugendzeit beim BFC debütierte er 1981 als 18-Jähriger in der Oberliga. Am 25. Spieltag der Saison 1980/81 wurde er beim 4:1-Auswärtssieg der Dynamos bei der BSG Stahl Riesa zehn Minuten vor Ende für Ralf Sträßer eingewechselt.
Bis 1988 gewann er, den sein ehemaliger Mitspieler Frank Terletzki als „Laufwunder“ charakterisierte, mit dem Verein achtmal in Folge die DDR-Meisterschaft sowie 1988 und 1989 den FDGB-Pokal. Für die Berliner bestritt der Mittelfeldspieler insgesamt 192 Oberligaspiele, in denen er 33 Tore erzielte. Außerdem war er in 21 Europapokalspielen für den BFC am Ball.
Im Wendejahr 1989/90 stand der 1,74 Meter große Mittelfeldspieler parallel zu seinen Einsätzen im Erstligakader des BFC in der zweitklassigen Liga aufgrund einer Gastspielgenehmigung für die BSG Bergmann-Borsig Berlin auf dem Feld. Den in FC Berlin umbenannten DDR-Rekordmeister blieb der Endzwanziger auch noch in der Premierensaison der Amateur-Oberliga im NOFV-Bereich treu. 1992 wechselte Backs innerhalb der wiedervereinigten Stadt zu den Reinickendorfer Füchsen und ließ dort, unter anderem in der Regionalliga, bis 1997 seine Karriere ausklingen.

### Auswahleinsätze

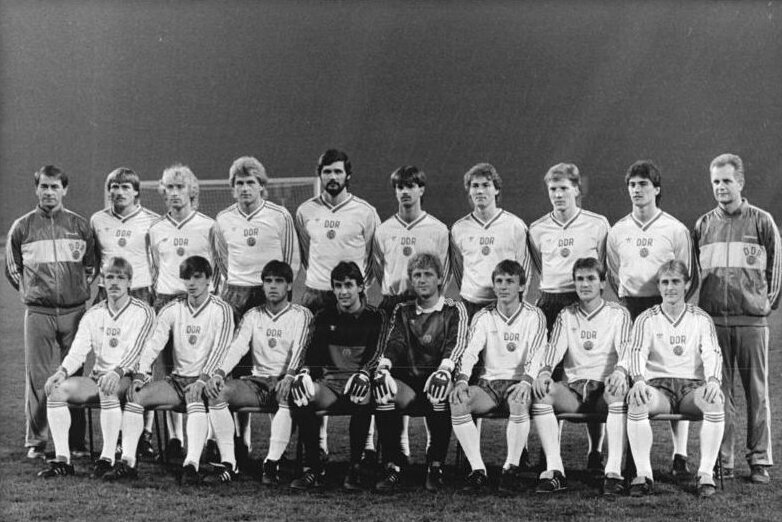
Christian Backs (vordere Reihe, Erster von rechts) im Kreis der DDR-A-Nationalelf (1986)

Bei den Jugendwettkämpfen der Freundschaft in Nordkorea belegte Christian Backs mit der DDR-Juniorenauswahl im Sommer 1980 den 2. Platz. Bei der Premiere der U-18-EM 1981 verfehlte das Team um Backs, Stefan Meixner, Carsten Sänger und Damian Halata die Teilnahmeberechtigung für die Endrunde in der Bundesrepublik.
Mit der Nachwuchself konnte sich der BFC-Mittelfeldspieler nicht für die K.O.-Phase der U-21-EM 1984 qualifizieren. In seinem 16. und letzten Spiel in dieser Auswahl gelangen ihm am 13. Mai 1983 in Biel gegen die Schweiz beim 6:5-Sieg des DDR-Nachwuchs drei Tore.
Seine Karriere in der A-Nationalmannschaft der DDR verlief nicht ganz so erfolgreich wie jene im BFC-Trikot. Sein Länderspieldebüt gab er am 26. Juli 1983 in Leipzig beim 1:3 gegen die UdSSR. Bereits zwei Jahre später bestritt er sein letztes offizielles Spiel für dieses Team, wenn der BFC-Akteur auch später noch einmal für den Kader nominiert wurde. Hauptgrund dafür war die starke körperliche Belastung des Fußballers bereits in jungen Jahren in Meisterschaft, Pokal, Europacup und zahlreichen DFV-Auswahlteams sowie daraus in seiner retrospektiven Einschätzung resultierende Verletzungen. Insgesamt kam er zu neun Einsätzen im Nationaltrikot der DDR und erzielte im Spiel gegen Mexiko sein einziges Tor.
Die größte Enttäuschung seiner sportlichen Laufbahn, die ihn auch nach Jahrzehnten noch ärgerte, musste Backs aus (sport)politischen Gründen hinnehmen. Nach der erfolgreichen Qualifikation für die Olympischen Spiele zerstörte der Olympiaboykott der DDR seine Träume von der Teilnahme an den Spielen 1984 in Los Angeles.

## Trainerlaufbahn
Von 2000 bis 2004 war Backs als Trainer in Reinickendorf tätig, bevor er zur Saison 2004/05 als Trainer wieder zum BFC Dynamo zurückkehrte. Von diesem wurde der Ex-Nationalspieler im April 2005 suspendiert und Backs heuerte daraufhin in der Sommerpause 2005 zum Oberligisten Berliner AK 07 an. Dort wurde er nach wenigen Monaten im November 2005 entlassen und trainierte im Anschluss wieder die Reinickendorfer Füchse. Für die Spielzeit 2009/10 wurde Backs erneut vom BFC Dynamo verpflichtet, jedoch abermals vorzeitig – dieses Mal durch Heiko Bonan – abgelöst. In neun Spielen der Saison 2011/12 coachte der ehemalige Nationalspieler, der später in der Immobilienbranche tätig war, erneut die Füchse in der Berlin-Liga.